# Adelina Emini
Adelina Emini, född den 28 juli 1985 i Pristina i Kosovo, är en albansk sångerska som blev känd genom sitt deltagande i Ethet e së premtes mbrëmas andra säsong.

## Karriär
Emini deltog i det albanska Idol-liknande programmet Ethet e së premtes mbrëmas andra säsong. Där lyckades hon ta sig till semifinal. 2007 slutade hon tvåa i musiktävlingen Polifest med låten "S'jam për ty". Hon nådde även semifinal i Kënga Magjike 10 år 2008 med låten "Çka ta bën goja" skriven av Aida Baraku och med musik av Florent Boshnjaku. Sommaren 2011 släppte hon låten "Tipsy" som även blev titeln på hennes debutalbum som släpptes året därpå. Albumet innehöll 12 spår där Tipsy var titelspår. Albumet släpptes av skivbolaget Gramofon. 
Hösten 2012 deltog Emini i Kënga Magjike 14 med låten "Në përvjetor". Hon tog sig vidare till semifinalen och slutade efter omröstningen på plats 23 av 43 deltagare med 277 poäng. Sommaren 2013 släppte hon musikvideon till låten "Ai moment". Låten komponerades av Darko Dimitrov med text av Mithat Sadiku.

## Diskografi

### Album
- 2012 – Tipsy

### Singlar
- 2007 – "S'jam për ty"
- 2008 – "Çka ta bën goja"
- 2009 – "As ti as unë"
- 2011 – "Bëhu burrë"
- 2011 – "Tipsy"
- 2012 – "Në përvjetor"
- 2013 – "Ai moment"